# Copa de Campeones de la Concacaf 1963
La Copa de Campeones de 1963 fue la segunda edición de la Copa de Campeones de la Concacaf, torneo de fútbol a nivel de clubes más importante de Norteamérica, Centroamérica y el Caribe. El torneo comenzó del 10 de marzo de 1963 al 2 de abril de 1964. Por primera vez participa un club estadounidense: New York Hungaria. 
En la final hubo una serie de problemas y al final el Racing Haïtien de Haití fue declarado campeón, logro que le significó su primer y único título en la competición, más aparte fue el primer equipo del Caribe en ganar la competencia.

## Equipos participantes
En cursiva los equipos debutantes en el torneo.
| País                            | Club                       | Vía de clasificación                                                             |
| ------------------------------- | -------------------------- | -------------------------------------------------------------------------------- |
| México 1 cupo + campeón vigente | CD Guadalajara CD Oro      | Campeón de la Copa de Campeones Campeón de la Primera División de México 1962-63 |
| Haití 1 cupo                    | Racing Club Haïtien        | Campeón del Campeonato Haitiano de Fútbol 1962                                   |
| Guatemala · 1 cupo              | CSD Xelajú Mario Camposeco | Campeón del Liga Nacional de Guatemala 1961-62                                   |
| Costa Rica · 1 cupo             | Deportivo Saprissa         | Campeón del Campeonato de Fútbol de Costa Rica 1962                              |
| Antillas Neerlandesas 1 cupo    | RKV FC Sithoc              | Campeón del Campeonato de las Antillas Neerlandesas 1962                         |
| Honduras 1 cupo                 | CD Vida                    | Campeón de la Liga Amateur de Honduras 1961-62                                   |
| El Salvador · 1 cupo            | CD FAS                     | Campeón de la Primera División de El Salvador 1961-62                            |
| Estados Unidos 1 cupo           | New York Hungaria SC       | Campeón de la Lamar Hunt U.S. Open Cup 1962                                      |

## Primera ronda
| 10 de marzo de 1963 | Sithoc       | 1:3 | Racing Haïtien                           | Stadion Willemstad, Willemstad |  |
|                     | Valeriam 43' |     | Champagne · Saint-Vil 69' · Limagree 86' |                                |  |

| 17 de marzo de 1963 | Racing Haïtien | 1:0 (0:0) (Global 4:1) | Sithoc | Estadio Sylvio Cator, Puerto Príncipe |  |
|                     | Saint-Vil 52'  |                        |        |                                       |  |

| 15 de marzo de 1963 | Oro                        | 2:3 (2:1) | New York Hungaria | Estadio Jalisco, Guadalajara                                 |                                                              |
|                     | Peña 10' · Epaminondas 33' |           | Mate 18' 54' 88'  | Asistencia: 35 000 espectadores Árbitro(s): Juan José Corado | Asistencia: 35 000 espectadores Árbitro(s): Juan José Corado |

| 17 de abril de 1963 | New York Hungaria | 2:2 (1:1) (Global 5:4) | Oro                      | Gaelic Park, Nueva York        |                                |
|                     | Mate 39' 82'      |                        | Rodríguez 34' · Peña 49' | Asistencia: 1 500 espectadores | Asistencia: 1 500 espectadores |

| 28 de abril de 1963 | Vida                   | 2:2 (1:1) | Xelajú MC             | Estadio Nacional, Tegucigalpa |  |
|                     | Juárez 19' · Amaya 85' |           | López 34' · Anaya 54' |                               |  |

| 5 de mayo de 1963 | Xelajú MC                                               | 6:0 (2:0) (Global 8:2) | Vida | Estadio Mario Camposeco, Quetzaltenango |  |
|                   | Chávez 25' 83' · Juárez 34' 69' · Anaya 57' · López 79' |                        |      |                                         |  |

| 28 de abril de 1963, 10:30 | Saprissa    | 1:1 (0:0) | FAS        | Estadio Nacional, San José                             |                                                        |
|                            | Jiménez 81' |           | Nájera 75' | Asistencia: 35 000 espectadores Árbitro(s): Juan Dimas | Asistencia: 35 000 espectadores Árbitro(s): Juan Dimas |

| 5 de mayo de 1963, 15:00 | FAS | 0:2 (0:0) (Global 1:3) | Saprissa                | Estadio Santaneco, Santa Ana |                            |
|                          |     |                        | Jiménez 52' · Marín 85' | Árbitro(s): Rómulo Estrada   | Árbitro(s): Rómulo Estrada |

## Segunda ronda
| 16 de mayo de 1963 | New York Hungaria | 0:0 | Guadalajara | Gaelic Park, Nueva York                                 |  |
|                    |                   |     |             | Asistencia: 2 000 espectadores Árbitro(s): Harry Sadler |  |

| 12 de junio de 1963 | Guadalajara              | 2:0 (2:0) (Global 2:0) | New York Hungaria | Estadio Jalisco, Guadalajara                                    |                                                                 |
|                     | Reyes 24' · Valdivia 40' |                        |                   | Asistencia: 40 000 espectadores Árbitro(s): Jorge Montes de Oca | Asistencia: 40 000 espectadores Árbitro(s): Jorge Montes de Oca |

## Ronda final

### Semifinales

#### Racing Haïtien - Xelajú Mario Camposeco
| 7 de julio de 1963 | Xelajú MC  | 1:4 (0:1) | Racing Haïtien                        | Estadio Mario Camposeco, Quetzaltenango |  |
|                    | Juárez 50' |           | Saint-Vil 32' 72' 82' · Champagne 62' |                                         |  |

| 14 de julio de 1963                                                | Racing Haïtien | 1:3 (0:2) | Xelajú MC                | Estadio Mateo Flores, Ciudad de Guatemala |  |
|                                                                    | Obas 67'       |           | López 2' 49' · Anaya 10' |                                           |  |
| Se jugó un tercer partido porque ambos equipos ganaron un partido. |                |           |                          |                                           |  |

| 17 de julio de 1963 | Racing Haïtien       | 2:1 (2:0) (Global 7:5) | Xelajú MC | Estadio Mateo Flores, Ciudad de Guatemala |  |
|                     | Obas 9' · Nelson 26' |                        | Reyes 66' |                                           |  |

#### Guadalajara - Saprissa
| 14 de agosto de 1963 | Saprissa | 0:1 (0:1) | Guadalajara | Estadio Nacional, San José                                |                                                           |
|                      |          |           | Reyes 43'   | Asistencia: 9 226 espectadores Árbitro(s): Alfonso Guzmán | Asistencia: 9 226 espectadores Árbitro(s): Alfonso Guzmán |

| 18 de agosto de 1963 | Guadalajara   | 2:0 (1:0) (Global 3:0) | Saprissa | Estadio Nacional, San José |                            |
|                      | Reyes 35' 70' |                        |          | Árbitro(s): Alfonso Guzmán | Árbitro(s): Alfonso Guzmán |

### Final

#### Ida
| 8 de septiembre de 1963 | Racing Haïtien | - | Guadalajara | Estadio Jalisco, Guadalajara |  |
| Los jugadores del Racing Haïtien no consiguieron sus pasaportes a tiempo y pidieron a la Concacaf reprogramar los partidos de la final. |                |   |             |                              |  |

#### Vuelta
| 10 de septiembre de 1963                   | Guadalajara | -       | Racing Haïtien | Estadio Jalisco, Guadalajara |  |
|                                            |             | Reporte |                |                              |  |
| No se jugó por la causa del partido de ida |             |         |                |                              |  |

- El partido de la final se canceló debido a que los jugadores haitianos no consiguieron sus pasaportes a tiempo, la final se pospuso en tres ocasiones, hasta que el Guadalajara presentó una queja ante la Concacaf el 7 de febrero de 1964, y el organismo declaró en primera instancia al Guadalajara como campeón. Luego de esto, el Racing Haïtien levantó también una protesta el 2 de abril del mismo año y se reprogramó la final en un lapso no mayor a dos meses. Sin embargo el Guadalajara no pudo jugar porque preparaban su primera gira en Europa, razón por la cual el equipo haitiano fue declarado campeón.

| Racing Haïtien Campeón 1.er título |